# Pantherodes perspicillum
Pantherodes perspicillum är en fjärilsart som beskrevs av Perty 1833. Pantherodes perspicillum ingår i släktet Pantherodes och familjen mätare. Inga underarter finns listade i Catalogue of Life.